# Jorge Monterrosa
Jorge Aurelio Monterrosa es un actor colombiano de cine y televisión que inició su carrera en el seriado juvenil De pies a cabeza en 1993.

## Carrera
La carrera de Monterrosa dio inicio en su adolescencia, cuando integró el elenco de la serie de televisión de corte juvenil De pies a cabeza. En el seriado interpretó a Ángel, un joven con una gran pasión por el fútbol. La serie fue un gran éxito a nivel nacional y Monterrosa se mantuvo en su elenco durante su extensa duración hasta 1997. En 1999 apareció en otro seriado de corte adolescente, Francisco el matemático, interpretando el papel de Fernando Lucena Fercho.
Inició la década del 2000 interpretando a Alfredito en El inútil, telenovela donde compartió elenco con Julián Arango, Víctor Mallarino y Manuela González. Volvió a participar en una serie con dos viejos conocidos del elenco De pies a cabeza, Jorge Soto y Jhon Alex Ortiz relacionada con el fútbol, encarnando a Yiyo en Juego Limpio (2005). En 2007 debutó en cine haciendo parte del elenco de la película de Antonio Negret Hacia la oscuridad y dos años después apareció en el seriado Pandillas, guerra y paz II (2009). El fantasma del gran hotel de 2009 fue su siguiente aparición en la televisión colombiana.
En la década de 2010 su presencia siguió siendo notable en producciones colombianas, de las que destacan Chepe Fortuna (2010), Corazones blindados (2012), Lynch (2013) y la nueva versión de Francisco el matemático (2017); además de aparecer en producciones internacionales como Cumbia Ninja (2013) y Narcos (2015).

## Filmografía

### Televisión
| Año       | Título                              | Personaje                                | Canal              |
| --------- | ----------------------------------- | ---------------------------------------- | ------------------ |
| 1993-1996 | De pies a cabeza                    | Ángel                                    | Canal A            |
| 1999-2004 | Francisco el Matemático             | Fernando 'Fercho' Lucena                 | Canal RCN          |
| 2001-2002 | El inútil                           | Alfredito                                | Canal RCN          |
| 2005      | Juego Limpio                        | Yiyo                                     | Canal RCN          |
| 2009      | El fantasma del gran hotel          | Milton                                   | Canal RCN          |
| 2009      | Regreso a la guaca                  | William Quiroz                           | Canal RCN          |
| 2009-2010 | Pandillas, guerra y paz II          | El Negro                                 | Canal RCN          |
| 2010-2011 | Chepe Fortuna                       | Kike Rentería "Pastelito"                | Canal RCN          |
| 2011      | Infiltrados                         |                                          | Caracol Televisión |
| 2012      | Escobar, el patrón del mal          | Félix Veléz "El Suizo" / Ernesto Guevara | Caracol Televisión |
| 2012      | Lynch                               | Frank                                    | Moviecity          |
| 2012-2013 | Corazones blindados                 | Patrullero Wulfran Maury Borrero         | Canal RCN          |
| 2013-2015 | Cumbia Ninja                        | Peras                                    | Fox Channel        |
| 2015-2017 | Narcos                              | Mayor Hugo Trujillo                      | Netflix            |
| 2015      | Sala de urgencias                   | Galán                                    | Canal RCN          |
| 2016      | Azúcar                              | Vladimir Arenas                          | Canal RCN          |
| 2016-2017 | Las Vega's                          | Macardo Figueroa                         | Canal RCN          |
| 2017      | Francisco el matemático: Clase 2017 | Fernando 'Fercho' Lucena                 | Canal RCN          |
| 2018      | Sinergia                            |                                          | Canal TRO          |
| 2018      | Cuando los héroes vuelan            |                                          | Netflix            |
| 2021      | El Cartel de los Sapos: el origen   | Gonzalo                                  | Netflix            |
| 2024      | La sustituta                        | Orjuela                                  | Vix                |

### Cine
- 2017 - Loving Pablo
- 2007 - Hacia la oscuridad